# Zla Kolata
Zla Kolata (cyr. Зла Колата, alb. Kollata e Keqe; 2534 m n.p.m.) – szczyt w Górach Dynarskich. Leży na granicy między Albanią a Czarnogórą, blisko granicy z Kosowem. Stoki czarnogórskie wchodzą w skład Parku Narodowego Prokletije. Szczyt należy do pasma Gór Północnoalbańskich. Jest to najwyższy szczyt Czarnogóry.